# Йован Павловски
Йован Павловски (на македонска литературна норма: Јован Павловски) е публицист, писател разказвач и романист от Северна Македония, дългогодишен редактор на „Нова Македония“ и кореспондент от Париж и Москва.

## Биография
Роден е в 1937 година в западномакедонския град Тетово, тогава в Сърбия. Завършва Философския факултет на Скопския университет. От 1980 до 1986 година е извънреден професор по теория и практика на журналистиката към Интердисциплинарните студии по журналистика в Скопския университет. Член е на Дружеството на писателите на Македония от 1992 година и три мандата (1992-1994, 1994-1996, 2007-2008) е негов председател. Член е на Македонския ПЕН център. Главен редактор е на месечното списание „Македонско време“ и на „Маседониън Таймс“.
Автор е на публицистични творби с проюгославски характер, както и на антибългарски съчинения на историческа или съвременна тематика.

## Творчество
Поезия
- Август (1961)
- Медеја (1969)
- Идентитет (1974)
- Оксидирања (1983)
- Прераскажување на ентитетот (1985)
- Строгоста на живењето (1988)
- Препознавање: Зрело доба (1993)
- Последните 48 часа на професорот по историја (1993)
- Стварна промена (1996)
- Одработен страв (1999)
- Кревкото тело на Кирил Пејчиновиќ (2000)
- Стравот на професорот (2001)

Антологии поезия
- Ментален простор (1900)
- Повлекување на стварноста (1997)
- Поезија (1998)
- Песни, многу важни песни (детски стихове, 1998)

Поезия за деца
- Мишо ишо шо-о (1972, годишна награда на Радио Скопие за най-добра книга за млади)
- На сите свететски страни само Ани, само Ани (1980, годишна награда на Радио Скопие за най-добра книга за млади)
- Тевеѕирка (1994)
- Река-а-а! (1996)

Преводи на поезия
- Сретен Перовиќ: Сребрена алка (от сръбски 1969)
- Роберт Рожденственски: Алјошкините мисли (от руски, 1989)
- Генадиј Ајги: Дишење на полето (от руски, 1993)

Сборници с разкази
- Ѕвездена прашина (1978)
- Близини (1979)
- Луѓе во зло време (1981)
- Семејни иверки (2004)

Романи
- Тоа Радиовце во кое паѓам длабоко (1972, четири издания на македонска литературна норма, първа награда на конкурса на ИК „Наша книга“ Скопе; Рациново признание; превод на сръбски – Белград; на унгарски – Нови Сад; на руски – Минск)
- Сок од простата (съавтор: Ангел Биков, три издания, награда за най-четена книга, 1991, превод на сръбски – Смедерево)
- Проверка на слободата (награда „Стале Попов“ на ДПМ, 1998)

Повести
- Тетратка прва: Диме (2005)
- Тетратка втора: Миша (2005)
- Тетратка трета: Страшо (2005)

Проза за деца
- Блиско сонце (1972, роман, три издания на македонската литературна норма, превод на сръбски – Белград, на албански – Скопие; на руски – Москва)
- Значка (1978, роман, две издания, годишна награда на Радио Скопие за най-добра книга за млади)

Публицистика
- Монографија на Тетово (заедно с Живко Стефановски, 1964)
- Монографија на „ТЕТЕКС“ (заедно с Томе Серафимовски, 1965)
- Бев со нив (първи сборник с интервюта в македонската журналистика, 1977, награда „Мито Хадживасилев – Ясмин“, две издания)
- „Тито во Македонија“ (1979, две издания, награда „13 Ноември“ на град Скопие)
- Гемиџиите (1977), седем издания)
- Од онаа страна на границата (1983)
- Судењата како последен пораз (1978, четири издания, награда за публицистика „Мито Хадживасилев – Ясмин“)
- Огнено семејство (1987, пет издания)
- Од првична идеја до држава (1993, съавтор Мишел Павловски)
- Историскиот континуитет на името Македонија и Македонци (1993)
- Овде и денес – Македонија (историски практикум, две издания, съавтор Мишел Павловски, 2000)
- Факти за Македонија (2005, заедно с Мишел Павловски)
- Facts about Macedonia (2005, на английски, заедно с Мишел Павловски)
- Македонија, минато, историја, сегашност, ИНФО (2005, заедно с Мишел Павловски, 11 издания на македонска литературна норма, английски, руски, френски, немски, италиански, сръбски, български книжовен език, албански, турски, гръцки.

Есета
- Денес и овде (1996),
- Yestedey and today (съавтор Мишел Павловски, на английски, 1996, шест издания)
- Крос контри: Дневник (2002)
- Време минато, време сегашно, 2003)

Лексикони и енциклопедии
- Личности од Македонија (Петар Карајанов, Христо Андоновски, Јован Павловски, коавтор и редактор, 2000, најдобро издание на Меѓународниот скопски саем)
- Сто македонски години (група автори, съавтор и редактор, 2003, най-добро издание на Международния скопски панаир)
- „Ми-анова енциклопедија, општа и македонска“, в четири тома (група автори, съавтор и редактор, 2006, най-добро издание на Международния скопски панаир)
- Кратка Ми-анова енциклопедија, ликовна уметност (2007, група автори, съавтор и редактор),
- Три тома от четиритомната хронологична енциклопедия за историята на Македония от неолита до 2003 година, група автори, съавтор и редактор (Сто македонски години 1901-2003; Македонски деветнаесетии век, 1800-1901; Македонски среден век VI-XVIII век.)

## Награди
- Рациново признание, „Стале Попов“
- Награда на КПЗ на Македония за най-четен автор в 1991 година
- Награда на Радио Скопие за най-добра книга на годината за най-млади (три пъти)
- „Мито Хадживасилев – Ясмин“ за публицистика (два пъти)
- „13 Ноември“ награда на град Скопие
- Златна плакета на град Тетово
- „19 Ноември“ награда на град Тетово
- Поетичен жезъл
- Признание Духовен воин
- Почетен гражданин на Радиовце
- „Кръсте Мисирков“ за животно дело
- Награда на „Нова Македония“ за животно дело
- Първа награда „Кръсте Мисирков“ на Сдружението на новинарите на Македония
- Годишна награда на седмичника „Пулс“ (два пъти)
- Златно перо за превод на поезията на Айги
- Гоцева повелба
- Орден на Републиката со сребрени лъчи